# Miara zróżnicowania rozkładu
Miara zróżnicowania rozkładu – miara rozkładu, która opisuje relację pomiędzy rozkładami różniącymi się zróżnicowaniem (rozproszeniem) wartości cechy wokół wartości centralnych.
Przykładowymi miarami zróżnicowania rozkładu są:
- odchylenie standardowe
- wariancja
- średnie odchylenie bezwzględne
- współczynnik zmienności
- rozstęp
- rozstęp ćwiartkowy
- odchylenie ćwiartkowe